# Bacouël
Bacouël – miejscowość i gmina we Francji, w regionie Hauts-de-France, w departamencie Oise.
Według danych na rok 1990 gminę zamieszkiwało 359 osób, a gęstość zaludnienia wynosiła 66 osób/km² (wśród 2293 gmin Pikardii Bacouël plasuje się na 643. miejscu pod względem liczby ludności, natomiast pod względem powierzchni na miejscu 833.).